# 島村亀鶴
島村 亀鶴（しまむら きかく、1900年12月25日 - 1993年4月27日）は日本の牧師である。俳人でもあり哉哉（さいさい）と称した。
1900年12月25日高知県室戸市室津に生まれる。1930年に明治学院大学神学部を卒業し、前橋で開拓伝道をする。そして、10年間群馬教会牧師として仕える。
1939年富士見町教会の牧師に就任する。第3代目主任牧師三吉務の元で奉仕を続ける。1948年3月に三吉が主任牧師を辞任すると、1950年より富士見町教会第4代目主任牧師に就任する。1963年に日本基督伝道会の会長に就任する。1969年以降は俳誌『九十九里』の選者になる。
1979年に牧師を引退し、名誉牧師になる。
また、1977年より1981年まで明治学院第8代目院長に就任する。その間、聖書の世界を舞台としたアニメ『アニメ親子劇場』『トンデラハウスの大冒険』『パソコントラベル探偵団』の監修を務める。
長年の功績が認められ、1982年に日本キリスト教文化協会よりキリスト教功労者の表彰を受ける。